# Прибрежные ручейники
Прибрежные ручейники (лат. Goeridae) — семейство ручейников подотряда Integripalpia.

## Распространение
Всесветно, кроме Неотропики и Австралии. В России 3 рода и около 10 видов.

## Описание
Среднего размера ручейники. Крылья эллиптической формы. Нижнечелюстные щупики самок состоят из 5 члеников (у самцов — из двух или трёх). Число шпор на передних, средних и задних ногах равно 1 (2), 4 и 4 соответственно. Личинки живут на побережье озёр, в холодных ручьях и реках. Домики в виде трубки из мелких камешков и песчинок; детритофаги или альгофаги-соскребатели.

## Систематика
Около 80 видов, 3 подсемейства и около 10 родов.
- Goerinae Ulmer, 1903
  - Archithremma
  - Ashmira
  - Gastrocentrella
  - Gastrocentrides
  - Goera
  - Goeracea
  - Goerita
  - Lithax
  - Silo
  - Silonella
- Larcasinae Navas, 1917
  - Larcasia Navas, 1917
- Lepaniinae Wiggins, 1973
  - Goereilla
  - Lepania Ross, 1941